# دهستان لارک
دهستان لارک، یکی از دهستان‌های بخش مرکزی شهرستان قشم در استان هرمزگان ایران است. مرکز این دهستان، روستای لارک شهری است.

## جمعیت
بر پایه سرشماری عمومی نفوس و مسکن در سال ۱۳۹۵، جمعیت دهستان لارک برابر با ۴۲۱ نفر بوده است.